# Домовой пестряк
Домовой пестряк (лат. Opilo domesticus) — вид жесткокрылых насекомых из подсемейства Clerinae семейства пестряков.

## Описание
Жук длиной от 7 до 12 мм, коричневый с более светлым большим плечевым пятном, вершинным пятном и поперечной перевязью. Надкрылья в глубоких точечных рядах, которые доходят до вершины.

## Экология
Взрослый жук является хищником и охотится на личинок некоторых жуков-усачей: домового усача (Hylotrupes bajulus) и Chlorophorus pilosus — оба из подсемейства настоящих усачей.